# Jésus chassant les vendeurs du temple
Jésus chassant les vendeurs du temple è un cortometraggio del 1903 diretto da Lucien Nonguet e Ferdinand Zecca. Undicesimo episodio del film La Vie et la Passion de Jésus-Christ (1903), che è composto da 27 episodi.

## Trama
Gesù entra nel tempio, mentre i mercanti sono a vendere le loro merci. Gesù rovescia le tavole dei prestatori di denaro mostrandogli il loro errore.